# مارك جوديث
مارك جوديث (بالفرنسية: Marc Judith)‏ (19 يناير 1987 بسان-كلود في فرنسا - ) هو لاعب كرة سلة فرنسي في مركز مدافع مسدد الهدف. لعب مع جاي إس إف نانتير.

## وصلات خارجية
- مارك جوديث على موقع الاتحاد الدولي لكرة السلة (الإنجليزية)
- مارك جوديث على موقع كرة السلة الأوروبية.كوم (الإنجليزية)
- مارك جوديث على موقع ريلجم (الإنجليزية)
- مارك جوديث على موقع بروبوليرز (الإنجليزية)
- مارك جوديث على موقع سبورتس رفرنس (الإنجليزية)